# ED-209
El ED-209 (Enforcement Droid Series 209) es un robot policía ficticio que aparece en las películas de RoboCop. 
Fue diseñado por Craig Hayes, que también construyó modelos a escala real, y animado por Phil Tippet, un veterano animador por stop-motion. Las secuencias de animación de ED-209 fueron supervisadas por el director Paul Verhoeven.

## Diseño
El director Paul Verhoeven dejó claro que ED-209 no debería parecer «atractivo». Quería que el robot pareciera malo y duro de pelar. Por esta razón, varias características comunes en otros robots se dejaron fuera del diseño. Por ejemplo, ED-209 no tiene ojos, ya que Craig Davies creyó que expresaban demasiada emoción y por ser un cliché.
Craig Davies también incorporó en el robot sus ideas sobre el diseño estadounidense moderno de la década de 1980, especialmente del diseño de coches. Imaginó a los diseñadores del futuro preocupándose de que el robot tuviera buen aspecto para que se vendiera mejor, antes de preocuparse que funcionara bien, «igual que con un coche estadounidense». También están presentes otros ejemplos de políticas de diseño ridículo, como un sistema hidráulico exagerado, demasiada atención al aspecto cosmético y situar componentes vulnerables, como la rejilla del radiador, en la parte frontal del robot.
El sonido del ED-209 fue compuesto por Stephen Flick y John Pospisil de la compañía de efectos de audio Screaming Lizard. El sonido de maquinaria hidráulica pesada del robot se compuso con varios sonidos de motores y ruidos de pistones. El gruñido intimidante producido por ED-209 en la primera película se creó reproduciendo al revés el rugido de un jaguar. Su voz humana distorsionada la grabó el productor ejecutivo del filme, Jon Davison. Se grabó para un screening inicial pero se mantuvo como la voz de ED-209 hasta el estreno de la película en las salas.

## Historia
En la sala de juntas de OCP, Dick Jones dio un discurso fantástico a la junta durante la presentación de la ED 209, estableciendo los objetivos y los triunfos anteriores de OCP, antes de presentar la máquina que mantendría sus activos seguros.
Dick Jones muestra con orgullo a la poderosa máquina a la junta, y les hace una primera demostración. Desafortunadamente para Jones, el ED-209 funcionó de manera desastrosa, matando con una extensa ráfaga de disparos a un ejecutivo júnior llamado Kinney, durante un período prolongado de tiempo. Incapaces de detener el descalabro del droide, el Dr. McNamara y sus compañeros técnicos lucharon por controlar su robot defectuoso, y después de varios intentos desesperados tuvieron que desconectar algún tipo de enchufe para finalmente apagarlo. Debido a la tragedia de Kinney, el "viejo" se enfurece con Jones por este desastroso resultado. Y le da luz verde al programa RoboCop, de Bob Mordon.
A diferencia del ED 209. Robocop mostró ser un rotundo éxito, lo que hizo que la serie ED 209 quede completamente opacada, para la furia y envidia de  Dick Jones, por lo que este último tuvo que planear el asesinato de Bob Mordon con ayuda de Clarence Boddicker (quien fue el asesinó de Álex Murphy, cuyo cuerpo fue usado para crear a Robocop).
Después de que Robocop asesinara a una organización criminal de drogas y arrestara a Clarence Boddicker, RoboCop intentó arrestar a Dick Jones , (Debido a que Boddicker para salvar su pellejo confesó que trabajaba para Jones) desplegó a ED-209 en contra del oficial cíborg. Después de recibir varios golpes severos en sus lucha contra el robot despiadado, RoboCop escapó por un tramo de escaleras que dejó perplejo al droide, cuyos enormes pies no podían sostenerlo en los pequeños escalones, lo que hizo que se tropezara torpemente y cayera por las escaleras sin poder incorporarse de nuevo por sí solo.
Después de su pelea con RoboCop, Dick Jones aprovechó la oportunidad para dar luz verde al proyecto ED-209, con RoboCop aparentemente desaparecido. Se colocó un ED-209 en la entrada de Omni Consumer Products, donde vio acercarse a RoboCop, que ahora había reafirmado su identidad original como Alex Murphy y destruyó al robot disparandole con un Cano cobra de Boddicker.
Despliege
Posteriormente, el fiscal general Marcos aprobó el despliegue de la serie 209 en cinco ciudades estadounidenses, incluida Detroit. A pesar de las quejas generalizadas por mal funcionamiento, una de las cuales se atascó en una alcantarilla, la serie 209 permaneció continuamente en servicio incluso cuando Kanemitsu Corporation adquirió Omni Consumer Products (OCP). Rara vez se los veía en las calles y generalmente se usaban como guardias cerca de los edificios de OCP.

## Especificaciones técnicas
El ED-209 estaba armado con tres cañones automáticos, dos en la plataforma izquierda, uno en la plataforma derecha con una escopeta automática y un lanzacohetes capaz de disparar tres cohetes. También tenía programación de combate adicional, lo que le permitía realizar ataques cuerpo a cuerpo a distancias más cortas. Su centro de habla podría sintetizar voces humanas para asuntos de mantenimiento de la paz, o sonidos de animales cuando están heridos o enojados.
Inconvenientes
A pesar de su tamaño y potencia, los circuitos lógicos del ED-209 eran su punto débil. No podía procesar información tan rápido como un cerebro humano y un mal diseño le impidió maniobrar con éxito un paisaje urbano.
ED-209 también sufría de una debilidad de anulación manual que permitía a un pirata informático desarmado y suficientemente capacitado acceder a su sistema de comando y tomar el control del mech. Nikko logró esto abriendo un compartimiento en la pierna derecha del autómata que reveló tres puertos seriales. Ella pasó por alto tácticamente estos puertos y con su computadora portátil pudo acceder a la interfaz del sistema de comando ED-209. A partir de ahí, pudo emitir comandos directamente, tomando así el control total del bot.
Además, Dick Jones incluso afirma abiertamente que era irrelevante si el ED-209 realmente funcionaba: solo tenía que verse lo suficientemente impresionante por fuera como para engañar al resto de la junta y a los compradores potenciales para que aceptaran el contrato de desarrollo.
Lo cual destaca perfectamente la corrupción de Jones quien se preocupa más por los contratos que por la forma en que se utilizan los productos, desde un punto de vista puramente físico, el ED-209 no es adecuado para la pacificación urbana y el trabajo policial, y mucho menos el despliegue militar: tiene dificultades simplemente para subir escaleras. El objetivo del proyecto ED-209 era solo una puerta trasera para un contrato militar aún más lucrativo, y desplegarlos para el trabajo policial fue solo una prueba de ejecución mal concebida. Era el equivalente a vender tanques Abrams o helicópteros artillados Apache a Detroit, comercializados como un reemplazo real de las patrullas por policías móviles y equipos SWAT. Esto ni siquiera comienza a cubrir las graves deficiencias de programación en el ED-209: incluso en un campo de batalla en vivo, probablemente terminarían disparando a las unidades de su propio bando.
La ironía, por supuesto, es que Dick Jones terminó siendo engañado por su propio petardo: desarrolló intencionalmente ED-209 como un producto inferior barato para vender como aceite de serpiente a compradores desprevenidos, pero luego, honestamente, pensó que podía confiar en su creación defectuosa como su as en la manga contra RoboCop. El único equipo real fabricado por OCP que funciona como se anuncia.

## Trivia
- Aparte de su diseño visual, el ED-209 también ha quedado marcado en la cultura popular como un paradigma de brutalidad y estupidez, lo que le ha hecho objeto de numerosos cameos y parodias.

- En la versión doblada estrenada en España de la primera película, se le cambia el nombre por RP-209 (Robot Policía), sin embargo en las secuelas se optaría por el original ED-209 (algo similar pasa con el nombre de la megacorporación OCP, en la primera película se le cambiarían las siglas por POC en España y OPC en Hispanoamérica, mientras que en las secuelas se optaría por las siglas originales del inglés); Si bien, en el doblaje de España tiene sentido, ya que OCP son las siglas de «Omni-Consumer Products» o «Productos Omni-Consumidor». En el doblaje de Hispanoamérica en cambio significa «Omni Productos de Consumo».

- El ED-209 tiene un gran parecido con una unidad de combate tierra-aire de la raza Terran, el Goliath, del videojuego de PC Starcraft. De hecho una de sus frases es MilSpeck ED-209 activado, tomada de la película.
- El ED-209 puede ser la base del diseño de la Armadura Robótica de D. Va, personaje del videojuego de Blizzard, Overwatch; siendo la diferencia probablemente la forma de la cabina, el color y los logotipos.
- ED 209 protagonizó en un episodio de los simpson en un combate de robots,en las finales del torneo se enfrenta a Homero  (disfrazado de robot) cuando Homero es descubierto el ED 209 en lugar de matarlo le da la mejor comodidad (en este episodio el ED 209 fue modificado para que sirva al humano).